# Femminismo dei dati
Il femminismo dei dati è un paradigma della scienza dei dati che si basa sulla considerazione che qualsiasi analisi e visualizzazione dell'informazione rappresenti il risultato di una serie di processi complessi e che quindi sia necessario, per comprendere come i dati vengano raccolti, elaborati, esposti e utilizzati, considerare il contesto sociale, politico e storico in cui questi processi hanno avuto luogo..
Benché il nome ponga l'accento sulla questione dell'uguaglianza di genere, l'attenzione in questa disciplina si concentra sull'intersezionalità, ovvero sull'insieme dei fattori che influenzano le esperienze delle persone e le opportunità a loro disposizione, compresi razza, etnia, classe sociale, orientamento sessuale, identità di genere, abilità, età anagrafica, religione, nazionalità e rapporti di potere.

## Storia
Per quanto un paradigma femminista fosse già stato applicato alla scienza dei dati, specialmente in ambito di giustizia dei dati, il termine femminismo dei dati deve la sua diffusione all'opera di Catherine D'Ignazio e Lauren F. Klein del 2020.
Nel novembre 2015, Catherine d’Ignazio, ricercatrice al Massachusetts Institute of Technology Media Lab, venne invitata a scrivere un post sul blog per il Responsible Data Forum, mentre Lauren Klein, ricercatrice al Georgia Institute of Technology tenne un discorso alla Northeastern University. Entrambi gli interventi parlavano di visualizzazione femminista dei dati, un argomento insolito per l'epoca. A questi interventi seguì una collaborazione che portò all'elaborazione di un breve documento, Feminist Data Visualisation. Proseguendo la collaborazione svilupparono il concetto di data feminism (femminismo dei dati), un modo di pensare ai dati, ai sistemi di dati e alla scienza dei dati ispirato dalla storia dell'attivismo femminista e del pensiero critico femminista e, nel 2020, pubblicarono l'omonimo testo.
Il libro fornisce nei suoi sette capitoli esempi di bias dei dati e strategie per rimuoverli, nonché esempi di strutture di potere interconnesse basate su etnia, orientamento sessuale e classe sociale. Il lavoro di D'Ignazio e Klein ha ricevuto un buon consenso nelle recensioni accademiche, per l'approccio scientifico e approfondito.

### In Europa
In Europa il concetto di femminismo dei dati si è sviluppato in parallelo alla ricerca di Klein e d'Ignazio, e ha raggiunto una declinazione propria basata sulle realtà locali, esempi di come il femminismo dei dati può essere adoperato come cornice di ricerca.
È il caso del progetto "Urban Belonging", fatto nascere nel 2021 da un collettivo di ricercatori e urbanisti in Europa, con l'obiettivo di tracciare esperienze di vita nella città di comunità sotto-rappresentate. In linea con i principi del femminismo dei dati, questa ricerca tenta, tra le altre cose, di creare mappe e visualizzazioni che rompano le gerarchie e mettano in discussione le dinamiche di potere tradizionali.
Un esempio di risultato concreto raggiunto dal femminismo dei dati in Italia è riscontrabile in un atto del comune di Bologna in cui l'istituzione dichiara il proprio impegno alla pubblicazione di dati di genere e all'attenzione verso gli indicatori di impatto di genere sulle proprie iniziative.
La giornalista Donata Columbro riporta numerosi esempi di come i principi del femminismo dei dati abbiano trovato una declinazione propria in opere che affrontano il tema della disparità di genere nella scienza dei dati in Italia: ne sono un esempio La rete non ci salverà di Lilia Giugni sulle disparità causate da internet, Gender Tech di Laura Tripaldi sull'influenza della "tecnologia di genere" e Quando i dati ci discriminano di Donata Columbro sulle discriminazioni automatiche degli algoritmi dei social media.

## Principi

### Controdati
Uno dei principi fondamentali del femminismo dei dati è la raccolta e l'utilizzo di controdati ovvero set di dati alternativi o complementari rispetto ai dati ufficialmente raccolti, che considerano ciò che non viene altrimenti considerato nelle statistiche. Un esempio significativo di raccolta di controdati è il lavoro dell'attivista messicana Maria Salguero, che dal 2016 ha mappato i casi di femminicidio in Messico, raccogliendo informazioni su oltre 5.000 storie e mostrando come le fonti istituzionali non sempre espongano interamente o pubblicamente i dati ufficiali: nel solo 2019 l'attivista ha tracciato 2900 femminicidi, mentre il governo messicano unicamente 1006.
Anche il progetto statunitense Anti Eviction Mapping Project (AEMP) offre un esempio di raccolta e visualizzazione di controdati. Il progetto si proponeva di colmare le lacune lasciate dalle statistiche ufficiali sugli sfratti a San Francisco, che si limitano a riportare il loro numero senza fornire il contesto necessario. Grazie a una raccolta dati più qualitativa e incentrata sulle persone, il gruppo AEMP è riuscito a mettere in luce il ruolo delle compagnie tecnologiche della Silicon Valley in questo fenomeno.

### Disaggregazione dei dati
La necessità di raccogliere dati che è possibile disaggregare secondo diverse variabili è un principio fondamentale del femminismo dei dati. La raccolta di dati disaggregati permette di esaminare con maggiore precisione le differenze tra gruppi e le correlazioni tra diverse variabili.  Molti dei sistemi tradizionali di raccolta dati non disaggregano sufficientemente le informazioni per variabili come razza, etnia (inclusi sottogruppi e lingua madre), genere (incluso orientamento sessuale e identità di genere), disabilità, età, reddito, area geografica e determinanti sociali della salute; questo tende a oscurare le realtà complesse di molte comunità, mascherando le differenze esistenti. Un esempio di questo fenomeno è il mito della "minoranza modello": i dati aggregati potrebbero suggerire che gli americani asiatici godano di livelli elevati di reddito, proprietà della casa, istruzione e salute, mentre i dati disaggregati rivelano differenze significative tra i gruppi: ad esempio, il tasso di povertà tra gli americani asiatici varia dal 7% tra i filippini americani al 19% tra i birmani americani.

### Accessibilità dei dati
Un altro principio fondamentale del femminismo dei dati riguarda l'attenzione data alla loro accessibilità, che è studiata secondo diverse prospettive e riguarda la possibilità di ottenere e utilizzare informazioni da parte di chiunque. 
Innanzitutto, l'accesso ai dati implica la capacità di ottenere informazioni quando necessario, il che può includere l'accesso a database pubblici, archivi governativi e altre risorse informative. Tuttavia, questo accesso può essere limitato da fattori come la disponibilità di risorse, i permessi necessari o le restrizioni legali.
Un altro aspetto cruciale è l'interoperabilità, ovvero la capacità dei dati di essere condivisi e utilizzati tra diversi sistemi e applicazioni grazie a formati standardizzati e comprensibili. Questo facilita la combinazione di dati provenienti da diverse fonti.